# (100318) 1995 MN4
(100318) 1995 MN4 es un asteroide perteneciente al cinturón exterior de asteroides, descubierto el 29 de junio de 1995 por el equipo del Spacewatch desde el Observatorio Nacional de Kitt Peak, Arizona, Estados Unidos.

## Designación y nombre
Designado provisionalmente como 1995 MN4.

## Características orbitales
1995 MN4 está situado a una distancia media del Sol de 3,248 ua, pudiendo alejarse hasta 3,682 ua y acercarse hasta 2,813 ua. Su excentricidad es 0,133 y la inclinación orbital 7,620 grados. Emplea 2138 días en completar una órbita alrededor del Sol.

## Características físicas
La magnitud absoluta de 1995 MN4 es 15,2.